# Urban II
Urban II (łac. Urbanus II, właśc. Odon de Lagery OSB; ur. ok. 1035 w Chatillon-sur-Marne, zm. 29 lipca 1099 w Rzymie) – papież w okresie od 12 marca 1088 do 29 lipca 1099, błogosławiony Kościoła katolickiego.

## Życiorys
Urban pochodził z francuskiej rodziny szlacheckiej. Kształcił się w szkole katedralnej w Reims, jego nauczycielem był św. Bruno z Kolonii, założyciel zakonu kartuzów. Odon de Lagery został kanonikiem i archidiakonem katedry w Reims; około 1068 wstąpił do zakonu benedyktynów (klasztor w Cluny), gdzie następnie objął funkcję przeora, którą pełnił jeszcze na przełomie 1079/80. W 1080 został mianowany kardynałem-biskupem Ostii przez papieża Grzegorza VII, którego został bliskim współpracownikiem. W latach 1082–1085 był legatem we Francji i Niemczech (w 1083 krótko więziony przez cesarza Henryka IV). Koordynował obsadę wakujących stolic biskupich w Saksonii duchownymi wiernymi Grzegorzowi VII oraz przeprowadził synod w Kwedlinburgu, na którym klątwą obłożony został Klemens III oraz jego zwolennicy.
Powrócił do Rzymu z misji legata w 1085, już po śmierci Grzegorza VII. Początkowo był przeciwnikiem wyboru Wiktora III, ostatecznie uznał go jednak za prawowitego papieża; po śmierci Wiktora (1087) wybór nowego papieża nie mógł odbyć się w Rzymie, opanowanym przez antypapieża Klemensa. 12 marca 1088 w Terracinie wybrany został Odon de Lagery; przyjął imię Urbana II.

### Pontyfikat
W 1089 roku Urban przeprowadził synod w Melfi, na którym podtrzymał postanowienia swojego poprzednika, dotyczące symonii, małżeństw księży i inwestyturze świeckiej. Ogłosił także utworzenie Kurii Rzymskiej, zorganizowanej na wzór dworu królewskiego, oraz podniósł znaczenie kolegium kardynalskiego. Jego działania były jednak znacznie ostrożniejsze niż Grzegorza VII, ponieważ pozycja papieża była wówczas słaba, ze względu na rządy antypapieża Klemensa. Reformatorzy gregoriańscy sprzeciwili się takim metodom, lecz umocniło to pozycję papiestwa. W tym samym roku Klemens odbył synod, na którym ekskomunikował Urbana. Rok później Urban przyjechał do Rzymu i odbył uroczysty ingres. Jednak wkrótce potem interwencja Henryka IV, skłoniła go do ponownej ucieczki z miasta i chronienia się u Normanów. Gdy w 1093 roku, przeciwko Henrykowi wystąpił jego syn Konrad Salicki, papież mógł bezpiecznie wrócić do Rzymu. Prawdopodobnie za pomocą łapownictwa odzyskał Lateran (w 1094) i Zamek Świętego Anioła (w 1098).
W latach 90. XI wieku, papież pozostawał w konflikcie z królem Francji Filipem I – m.in. ogłosił jego ekskomunikę), w związku ze sprawami matrymonialnymi króla. W Hiszpanii przywrócił arcybiskupstwo w Toledo i nadał nowemu arcybiskupowi paliusz i prymat na cały kraj.
Na synodzie w Piacenzy w 1095 roku odnowił ekskomunikę Klemensa. 27 listopada 1095 na synodzie w Clermont ogłosił hasło wojny świętej, czym zapoczątkował wyprawy krzyżowe. Podczas tego synodu został także wydany dekret Treuga Dei. W związku z udziałem w krucjatach, wszyscy uczestnicy wyprawy mieli dostąpić odpustu zupełnego. Krzyżowcy zdobyli Jerozolimę 15 lipca 1099; papież zmarł dwa tygodnie potem, wiadomość o powodzeniu krucjaty nie zdążyła do niego dotrzeć.
Za jego pontyfikatu założony został zakon cystersów. Z pomocą Anzelma z Canterbury zdołał przekonać przedstawicieli Kościoła wschodniego do doktryny Filioque, mówiącej o podwójnym pochodzeniu Ducha Świętego.

## Kult
Urban został beatyfikowany 14 lipca 1881 przez papieża Leona XIII, natomiast jego wspomnienie liturgiczne w Kościele katolickim obchodzone jest 29 lipca (dies natalis).